# ساسوفيراتو
ساسوفيراتو هي كومونا (بلدية) تابعة لمقاطعة أنكونا، وتقع في منطقة ماركي في وسط شرق إيطاليا .

## تاريخ المدينة
في جنوب المدينة تقع أثار سنتينم القديمة، وعلى طريق فيا فلامينيا، القلعة الموجودة فوق المدينة، التي بٌنيت من القرن الحادي عشر؛ وكانت المدينة تنتمي إلى لعائلة إستي من عام 1208، وفيما بعد لعائلة آتي ، وأصبحت بلدية حرة في عام 1460 بعد اغتيال لويجي ديغلي آتي .

## جغرافية المنطقة
تحد ساسوفيراتو عدة بلديات: كـأرسيفيا ، وفابريانو ، جينجا ، سيرا سانت أبونديو ( مقاطعة بيسرة وأربينة ) ، برجولا، ماركي ، كوستاتشيارو ( مقاطعة بروجة ، أومبريا ) و سكيدجا إي باشيلويو ، و(PG ، أومبريا).

### فرتسيوني
فراتسيوني: هو نوع من التقسيمات الفرعية لكومونا ( بلدية ) في إيطاليا:
- Baruccio
- Borgo Sassoferrato
- Breccia di Venatura
- Cabernardi
- Ca' Boccolino
- Camarano
- Camazzocchi
- Canderico
- Cantarino
- Caparucci
- Capoggi
- Casalvento
- Case Aia
- Castagna
- Castagna Bassa
- Castiglioni
- Catobagli
- Col Canino
- Coldapi
- Col della Noce
- Doglio
- Felcioni
- Frassineta
- Gaville
- Giontarello
- La Frasca
- Liceto
- Mandole
- Montelago
- Monterosso
- Monterosso Stazione
- Morello
- Pantana
- Perticano
- Piagge
- Piaggiasecca
- Piano di Frassineta
- Piano di Murazzano
- Radicosa
- Regedano
- Rondinella
- Rotondo
- San Egidio
- San Felice
- San Giovanni
- San Paolo
- San Ugo
- Sassoferrato Castello
- Schioppetto
- Scorzano
- Sementana
- Seriole
- Serra San Facondino
- Stavellina
- Valdolmo
- Valitosa
- Venatura

## أشهر شخصيات المدينة
- بارتولو دا ساسوفيراتو (1313-1359) [1]
- الكاردينال أليساندرو أوليفا (1407-1463) [1]
- نيكولو بيروتي (1430-1480) ، عالم إنساني [1]
- أنطونيو بيروتي (1535-1582) ، كابتن أطلق عليه أليساندرو فارنيزي لقب "بالادين الإيطالي" [1]
- بيترو باولو أغابيتي (1470-1540) ، رسام ومهندس معماري [1]
- باندولفو كولينوتشيو  [لغات أخرى]‏ (1444-1504) ، رجل الأدب [1]
- جيوفاني باتيستا سالفي (1609-1685) ، رسام إيطالي باروكي ، يُدعى "ساسوفيراتو" [1]
- بالداساريو أولمبو ديغلي أليساندري (1480؟ - 1540؟) ، شاعر [1]

## روابط خارجية
- الموقع الرسمي
 باللغة الإيطالية
- Official Tourism website